# Wendell (Massachusetts)
Wendell és una població dels Estats Units a l'estat de Massachusetts. Segons el cens del 2000 tenia 986 habitants.

## Demografia
Segons el cens del 2000, Wendell tenia 986 habitants, 378 habitatges, i 224 famílies. La densitat de població era d'11,9 habitants/km².
Dels 378 habitatges en un 27% hi vivien nens de menys de 18 anys, en un 43,7% hi vivien parelles casades, en un 10,6% dones solteres, i en un 40,5% no eren unitats familiars. En el 28,6% dels habitatges hi vivien persones soles el 3,7% de les quals corresponia a persones de 65 anys o més que vivien soles. El nombre mitjà de persones vivint en cada habitatge era de 2,35 i el nombre mitjà de persones que vivien en cada família era de 2,88.
Per edats la població es repartia de la següent manera: un 25,7% tenia menys de 18 anys, un 7,3% entre 18 i 24, un 30,6% entre 25 i 44, un 31,8% de 45 a 60 i un 4,6% 65 anys o més.
L'edat mediana era de 38 anys. Per cada 100 dones de 18 o més anys hi havia 102,5 homes.
La renda mediana per habitatge era de 43.846 $ i la renda mediana per família de 60.147$. Els homes tenien una renda mediana de 32.639 $ mentre que les dones 27.375$. La renda per capita de la població era de 19.701$. Entorn del 5,8% de les famílies i el 10,2% de la població estaven per davall del llindar de pobresa.